# Вовчок сітчастий
Вовчок сітчастий (Orobanche reticulata) — вид трав'янистих рослин родини вовчкові (Orobanchaceae), поширений у Європі, на заході Північної Африки й у західній Азії.

## Опис

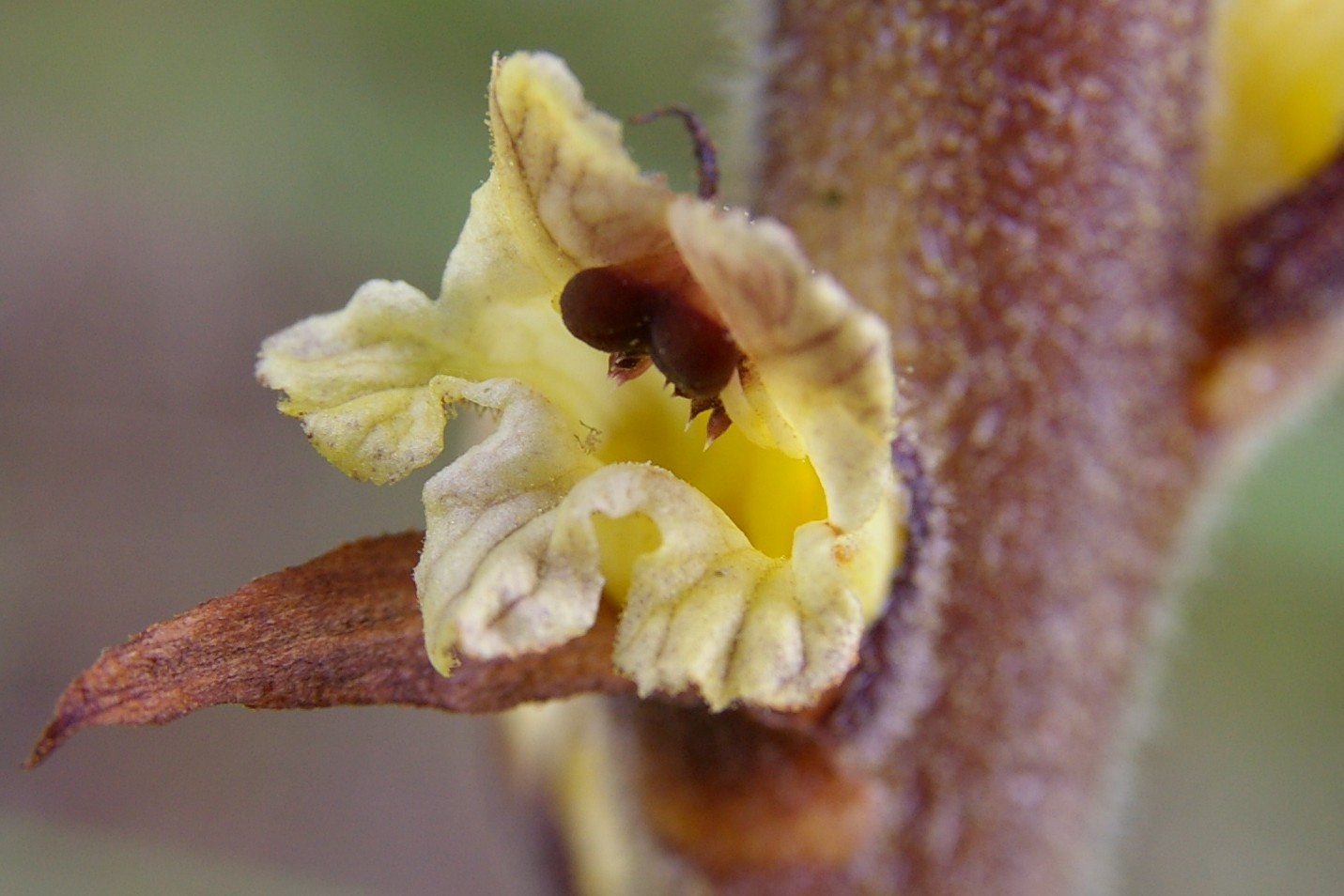

Багаторічна рослина 15–25 см заввишки. Стебла біля основи мало-потовщений. Листки 12–18 × ≈ 4 мм, лінійно-ланцетоподібні, кремово-жовті. Віночок 19–22 мм довжиною, тільки біля основи жовтуватий, в інших частинах б. м. фіолетовий, з мережею темних жилок, з багатьма темними залозистими волосками.

## Поширення
Поширений у Європі, на заході Північної Африки й у західній Азії.
В Україні вид зростає на субальпійських луках — в Карпатах, рідко. Паразитує на коренях свербіжниць (Knautia) і коростянок (Scabiosa).